# Lagophylla
Lagophylla là một chi thực vật có hoa trong họ Cúc (Asteraceae).

## Loài
Chi Lagophylla gồm các loài: